# Курган (Лебединский район)
Курган (укр. Курган) — село,
Курганский сельский совет,
Лебединский район,
Сумская область,
Украина.
Код КОАТУУ — 5922985201. Население по переписи 2001 года составляло 638 человек.
Является административным центром Курганского сельского совета.

## Географическое положение
Село Курган находится на правом берегу реки Псёл,
выше по течению на расстоянии в 3 км расположено село Михайловка,
ниже по течению на расстоянии в 1,5 км расположено село Червленое,
на противоположном берегу — село Кулики.
Река в этом месте извилистая, образует лиманы, старицы и заболоченные озёра.

## История
- Село Курган известно со второй половины XVII века.
- Первые упоминания о территории, где расположено село, были в XII веке. На левом берегу реки Псел до сих пор идут раскопки. В XIV веке все население поселения поменялось — старое ушло, кочевали из здешних мест, и пришло новое. Впервые было упомянуто о поселении Озак в 1653 году. Это городище было названо в честь атамана казацкой сотни получившего эти земли во владение за героизм в борьбе с турками.
- До 1945 года село начали называть Курган-Озак[2]. По названию курганов на этой территории. Самая большая возвышенность имеет высоту 120 м.
- Село было колхозным миллионером. Здесь были 2 фермы, швейная мастерская, обувной цех, цех по производству шелка, столярка.

## Экономика
- Племзавод «РУНО».

## Объекты социальной сферы
- Школа.